# Lierre des Canaries
Pour les articles homonymes, voir Lierre.
Hedera canariensis
Espèce
Le lierre des Canaries (Hedera canariensis Willd. ou Hedera algeriensis Hibberd) est une espèce de plantes à fleurs de la famille des Araliaceae. C'est une espèce de lierre originaire des îles Canaries et du nord de l’Afrique, cultivée en Grande-Bretagne depuis 1838.

## Description
Les rameaux sont rougeâtres, partiellement ornés de poils étoilés ou écailleux-étoilés rougeâtres avec environ 15 rayons. Les feuilles sont alternes et simples. Le limbe (12-20 × 5-12 cm) est ovale-losangique sur les rameaux florifères et grossièrement denté ou légèrement lobé (3 à 5 lobes) sur les rameaux stériles. L'inflorescence est une grappe pubescentes de 13-15 fleurs.